# Боданы
Бода́ны — село в Каменском районе непризнанной Приднестровской Молдавской Республики. Вместе с сёлами Ротар и Соколовка входит в состав Ротарского сельсовета.